# Костёл Божьей Матери Царицы Мира (Жлобин)
Костёл Матери Божией Царицы Мира — католический храм в городе Жлобин Гомельской области, Беларусь. Храм относится к приходу Святого Казимира и освящён в честь Богородицы Царицы Мира.

## История
Католическая жизнь в Жлобине возродилась в 1990 году. В 1991 году сюда прибыл на постоянное служение ксёндз Ян Соломон, ректор Межъепархиальной высшей духовной семинарии в Пинске. В начале 1992 года католики пытались вернуть здание старого костёла, в котором располагается краеведческий музей Жлобина.
23 июня 1996 года здание магазина № 23 было передано приходу. После капитального ремонта оно было приспособлено под храм. Первая месса прошла 24 декабря 1996 года — на Сочельник. 13 сентября 1998 года приход посетил кардинал Казимир Свёнтек.
18 декабря 2011 года митрополит Тадеуш Кондрусевич освятил площадку под строительство нового храма в районе жлобинского аквапарка. 18 июня 2016 года епископ Антоний Демьянко освятил костёл Матери Божией Царицы Мира.

## Архитектура
Высота здания со шпилем составляет 36 метров. Храм построен в готическом стиле. Автор проекта — В. Катерли.

Каплица прихода Святого Казимира
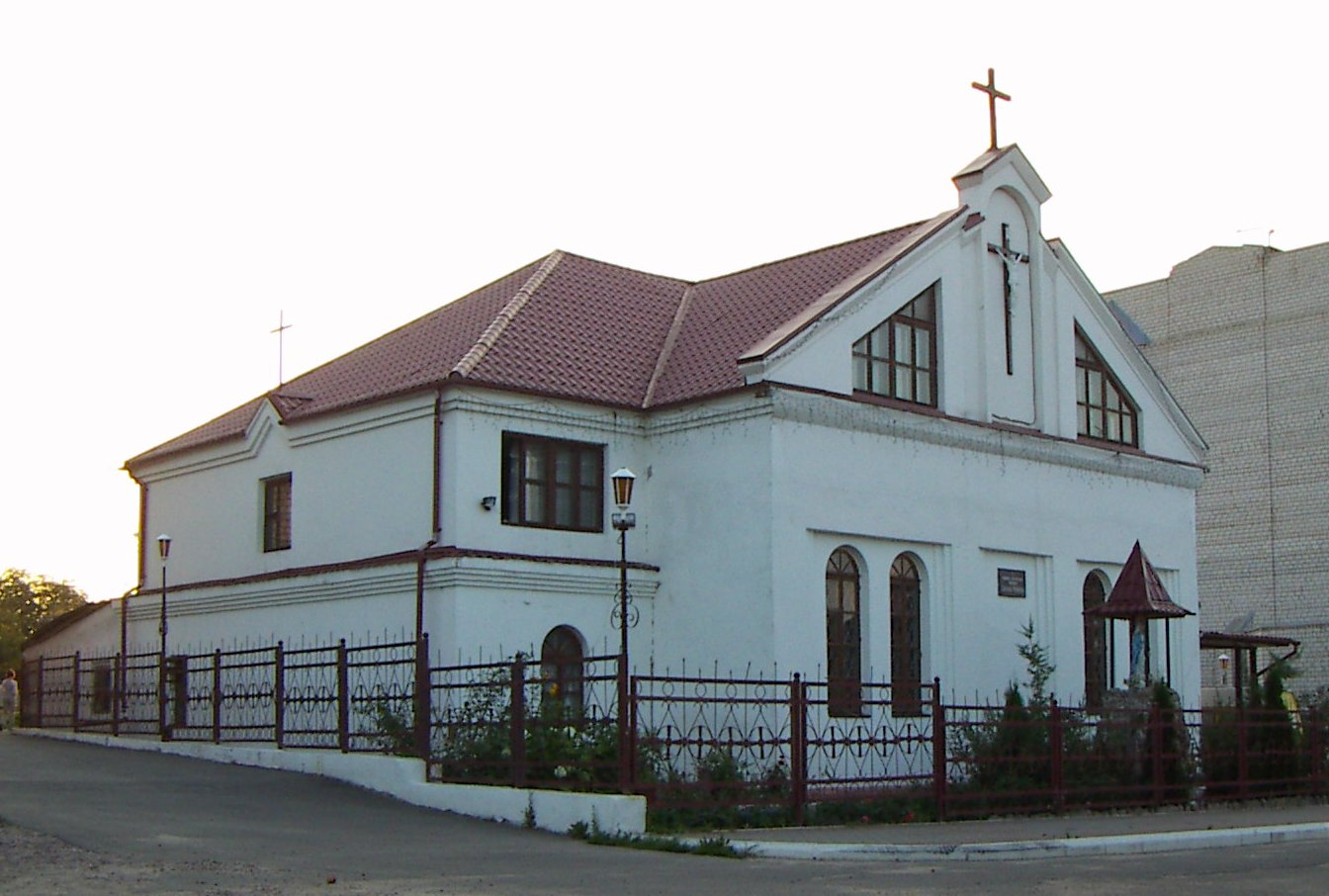
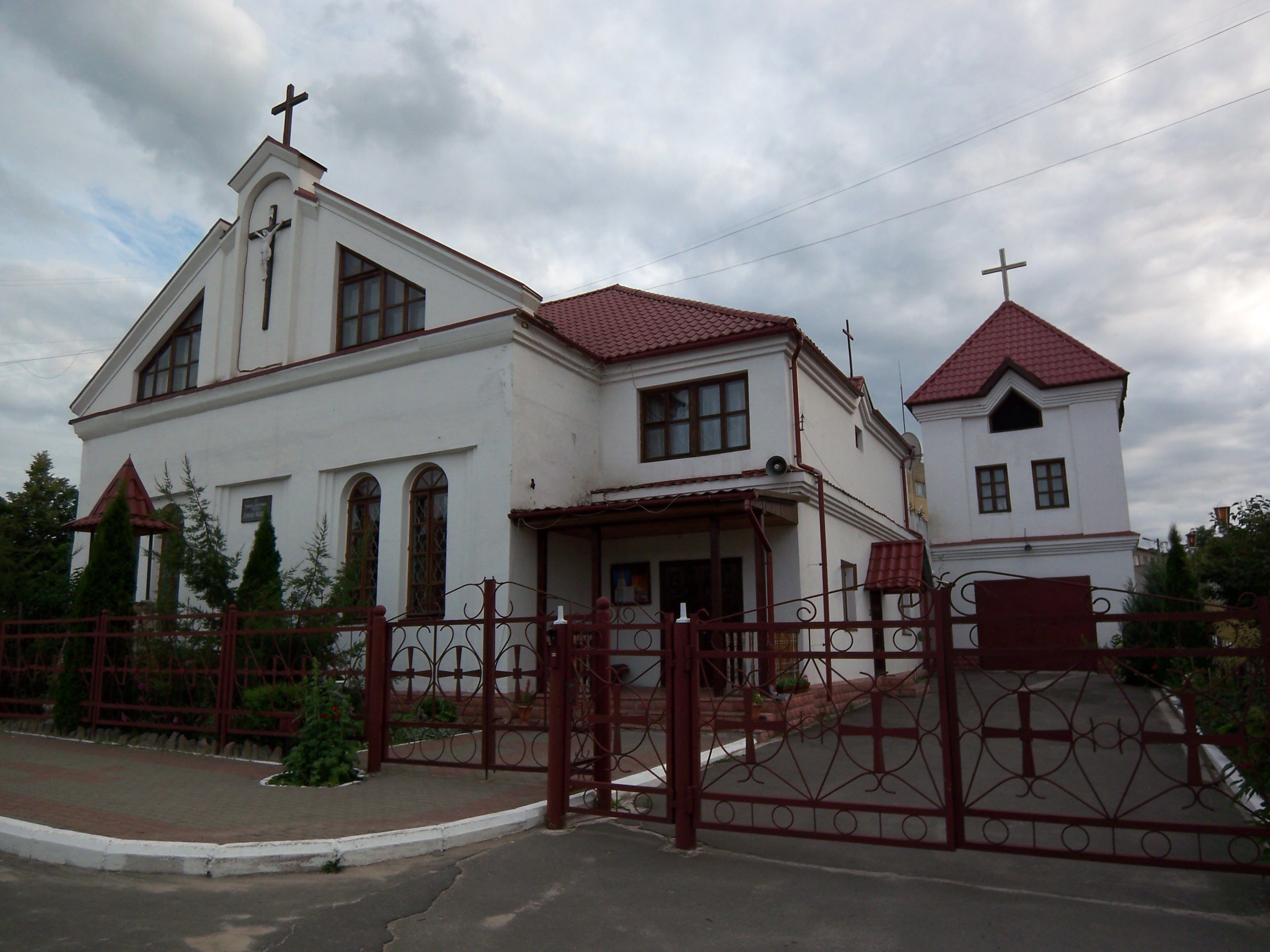
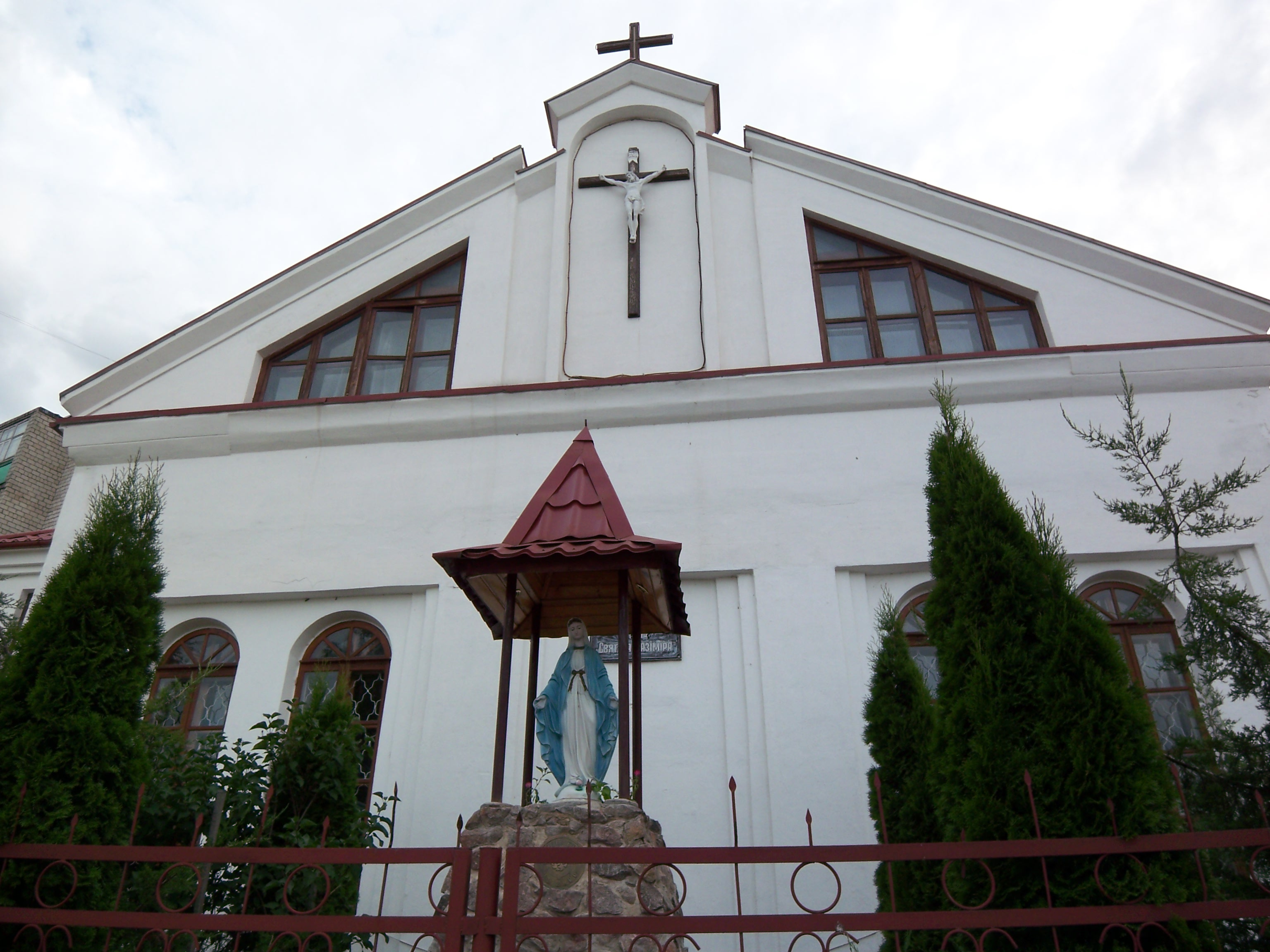